# サン・マルコ・プラットフォーム

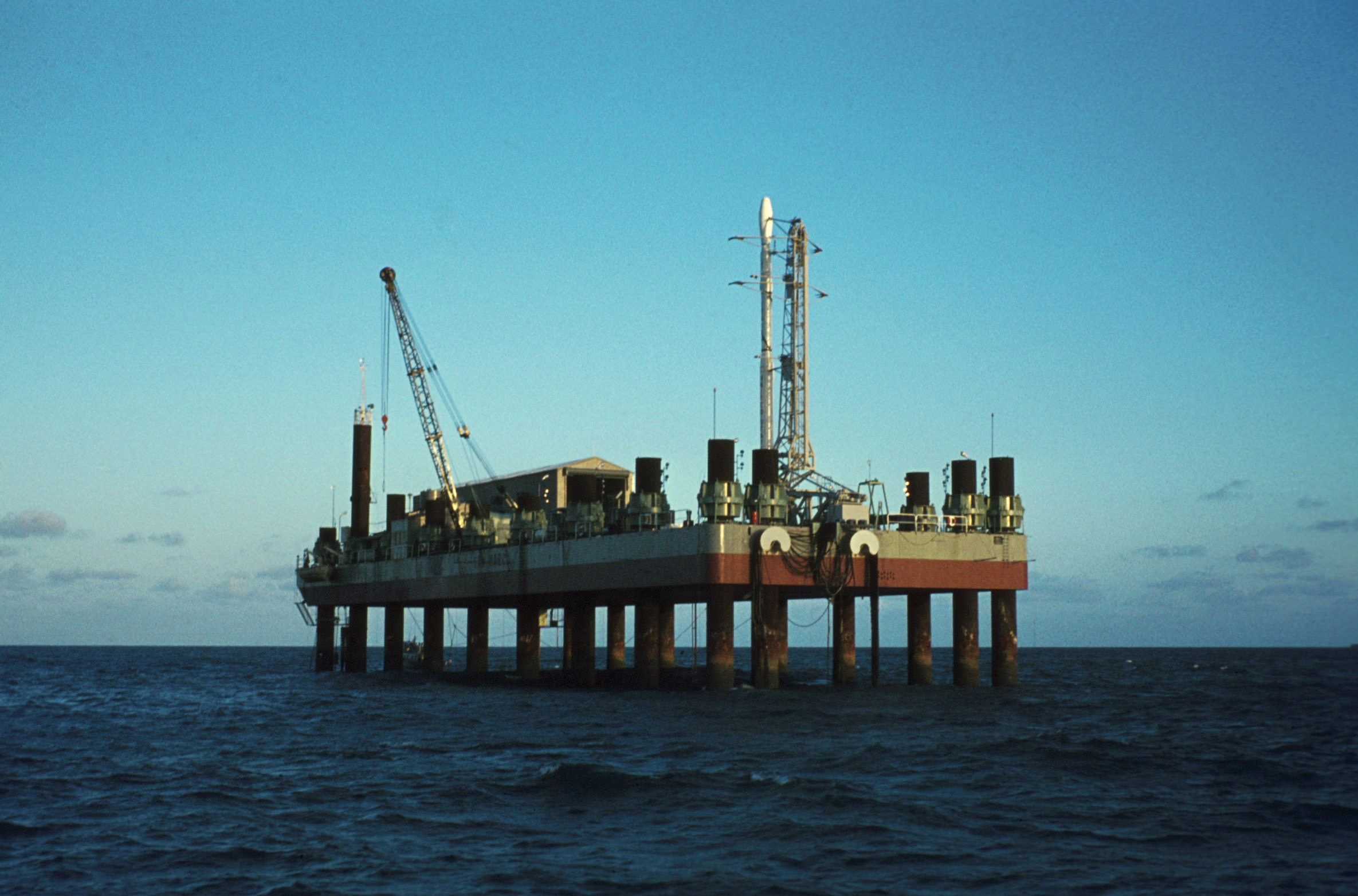
サン・マルコ・プラットフォームとスカウトロケット

サン・マルコ・プラットフォーム （San Marco Platform）は、かつてイタリアがケニア沖に所有した洋上人工衛星打ち上げ基地である。創立者であるルイージ・ブログリオに因んでルイージ・ブログリオ宇宙センター (英: Luigi Broglio Space Center、略称: BSC。伊: Centro spaziale Luigi Broglio) の名でも知られる。
ローマ・ラ・サピエンツァ大学航空宇宙研究センター (Centro Ricerche Aerospaziali、略称: CRA) とアメリカ航空宇宙局 (NASA) が共同で開発し、1964年から1988年まで使用された。射場はケニアの沖合い南緯2度56分18秒 東経40度12分45秒 / 南緯2.93833度 東経40.21250度のインド洋上に位置し、発射の制御は南東に位置するサン・リタ・プラットフォームから行った。

## 歴史
イタリアの宇宙計画は、1959年にローマ・ラ・サピエンツァ大学にCRAが創設されることにより開始された。3年後の1962年9月7日、イタリアはNASAとサン・マルコ計画と名づけられた宇宙研究計画に関する学術協定を締結した。NASAで研修したイタリアのチームは、NASAの監修の下、1964年12月16日にワロップス飛行施設（アメリカ合衆国バージニア州）でイタリア初の人工衛星「サン・マルコ1号」の打ち上げに成功した。
イタリアは国土の東方に他国の領土・領海がある。このためサン・マルコ計画においては、2基の石油プラットフォームと2隻の船舶で構成される洋上基地から、スカウトロケットを用いて科学衛星を打ち上げることになった。
サンマルコプラットフォームは1964年から1988年にかけて使用され、27基の人工衛星を打ち上げた。ナイキ・アパッチ、ナイキ・トマホーク、アーカス、ブラック・ブラントを含む観測ロケットを始めとして、全段固体燃料ロケットであるスカウトロケットで人工衛星を打ち上げた。最初の人工衛星は、1970年12月12日に打ち上げられた世界初のX線天文衛星「ウフル」だった。
洋上基地は1990年に解体された。イタリア宇宙機関 (ASI) はロシアと共同で人工衛星打ち上げ機スタールト1の共同運用にむけて協議している。

## 主な打ち上げ人工衛星

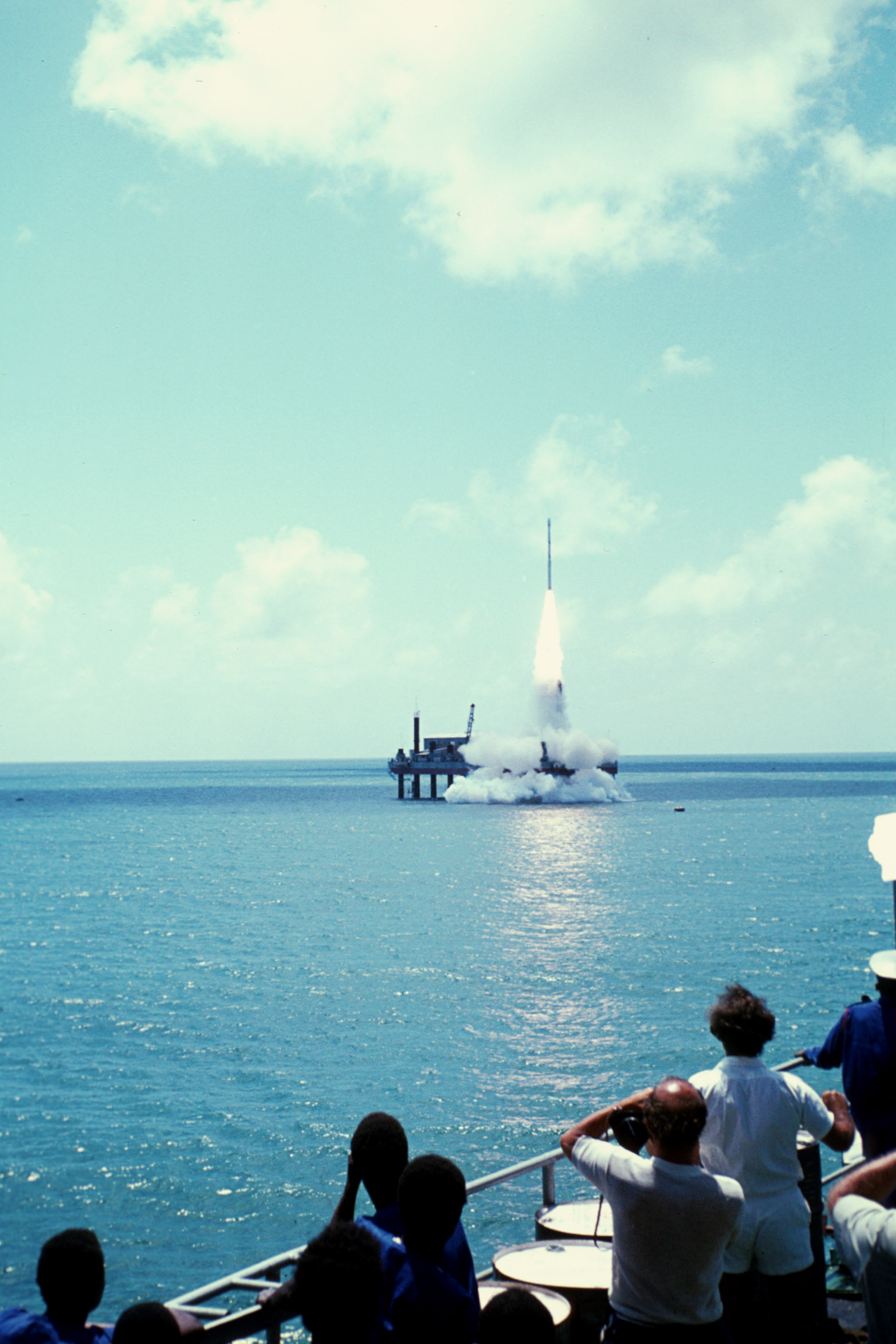
アリエル5号の打ち上げ

| 打ち上げ日 | 打ち上げ機  | 宇宙機          | 国際衛星識別符号 | 説明                                                                                 |
| ---------- | ----------- | --------------- | ---------------- | ------------------------------------------------------------------------------------ |
| 1967-04-26 | スカウトB   | サン・マルコ2号 | 1967-038A        | サン・マルコ1号はすでにアメリカ合衆国のワロップス飛行施設で打ち上げられていた        |
| 1970-12-12 | スカウトB   | ウフル          | 1970-107A        |                                                                                      |
| 1971-04-24 | スカウトB   | サン・マルコ3号 | 1971-036A        |                                                                                      |
| 1971-11-15 | スカウトB   | S-Cubed A       | 1971-096A        |                                                                                      |
| 1972-11-15 | スカウトD-1 | SAS-2           | 1972-091A        |                                                                                      |
| 1974-02-18 | スカウトD-1 | サン・マルコ4号 | 1974-009A        |                                                                                      |
| 1974-10-15 | スカウトB-1 | アリエル5号     | 1974-077A        | 衛星のオペレーションはイギリスのラザフォード・アップルトン・ラボラトリーから行われた |
| 1975-05-07 | スカウトF-1 | SAS-3           | 1975-037A        |                                                                                      |
| 1988-03-25 | スカウトG-1 | サン・マルコD/L | 1988-026A        |                                                                                      |

## 備考
小惑星 (25143) イトカワのクレーターの一つは、本射場から「サンマルコ」と名付けられている。

## 参考
- シーローンチ